# Harpenden
Harpenden – miasto w  południowej części hrabstwa Hertfordshire w Anglii (Wielka Brytania), ok. 40 km na północny zachód od Londynu i ok. 8 km od St Albans. Jest jednym z dwóch miast (obok St Albans) tworzących dystrykt niemetropolitalny St Albans.
Harpenden jest największą parafią (ang. parish) w dystrykcie St Albans i liczy 30 000 mieszkańców.

## Kultura i rozrywka
Harpenden nie posiada kina. Filmy wyświetlane są natomiast w pobliskich miejscowościach (St Albans - St Albans Arena, Welwyn Garden City, Berkhamsted, Garston i Hatfield).
Przedstawienia teatralne można oglądać w pobliskim St Albans i innych miejscowościach (Maltings Art Theatre, Trestle Arts Base, Alban Arena, Abbey Theatre, Sandpit Theatre, Watford Palace Theatre, Radlett Centre).

## Szkolnictwo

### Szkoły średnie państwowe
- Sir John Lawes School, (profile: nauk ścisłych i mediów);
- Roundwood Park School, (profile: matematyczno-komputerowy oraz językowy);
- St. George's School (szkoła techniczna).

### Szkoły średnie niepaństwowe
- Aldwickbury School (dla chłopców).

## Transport

### Kolej
W Harpenden znajduje się stacja kolejowa – połączenie (przez Londyn St Pancras International / King’s Cross): 
- - Bedford – Brighton,
  - Bedford – Sevenoaks,
  - Bedford – Sutton.

Stacja obsługiwana jest przez First Capital Connect. Stacja w Harpenden zapewnia połączenia z lotniskami w Luton (kierunek Bedford) i Gatwick (kierunek Brighton).

### Komunikacja autobusowa
Komunikację autobusową (lokalnie i międzymiastowo) zapewnia kilka prywatnych przedsiębiorstw transportowych. 

## Miasta partnerskie
- Cosne-Cours-sur-Loire, Francja;
- Alzey, Niemcy.